# Кржижановский, Конрад Марцеллович
Конрад Кржижановский (Конрад Кжижановский; пол. Konrad Krzyżanowski) (15 февраля 1872, Кременчуг — 25 мая 1922, Варшава) — российский, польский живописец.

## Биография
Родился в Кременчуге. Начал обучение живописи в Киеве в школе рисунка Николая Мурашко.
Продолжил образование в Императорской Академии художеств в Санкт-Петербург, но её не закончил и в 1897 году уехал в Мюнхен, где брал частные уроки у Шимона Холлоши. В 1900 году переселился в Варшаву, где вместе с Казимиром Стабровским основал школу живописи. 1904—1909 преподавал в варшавской Школе изобразительных искусств. В 1906 году он женился на художнице Михалине Пиотрушевской, студентке Академии.  С 1912 по 1914 год они прожили в Париже и Лондоне.
В 1914 году они вернулись в Варшаву. 1917—1918 годах преподавал живопись в польской Школе изобразительных искусств в Киеве.
В 1918 году вернулся в Варшаву, где возобновил свою школу живописи. Среди его самых известных учеников были Тадеуш Прушковский, Людвик Конаржевский и Кристина Врублевская.

## Галерея

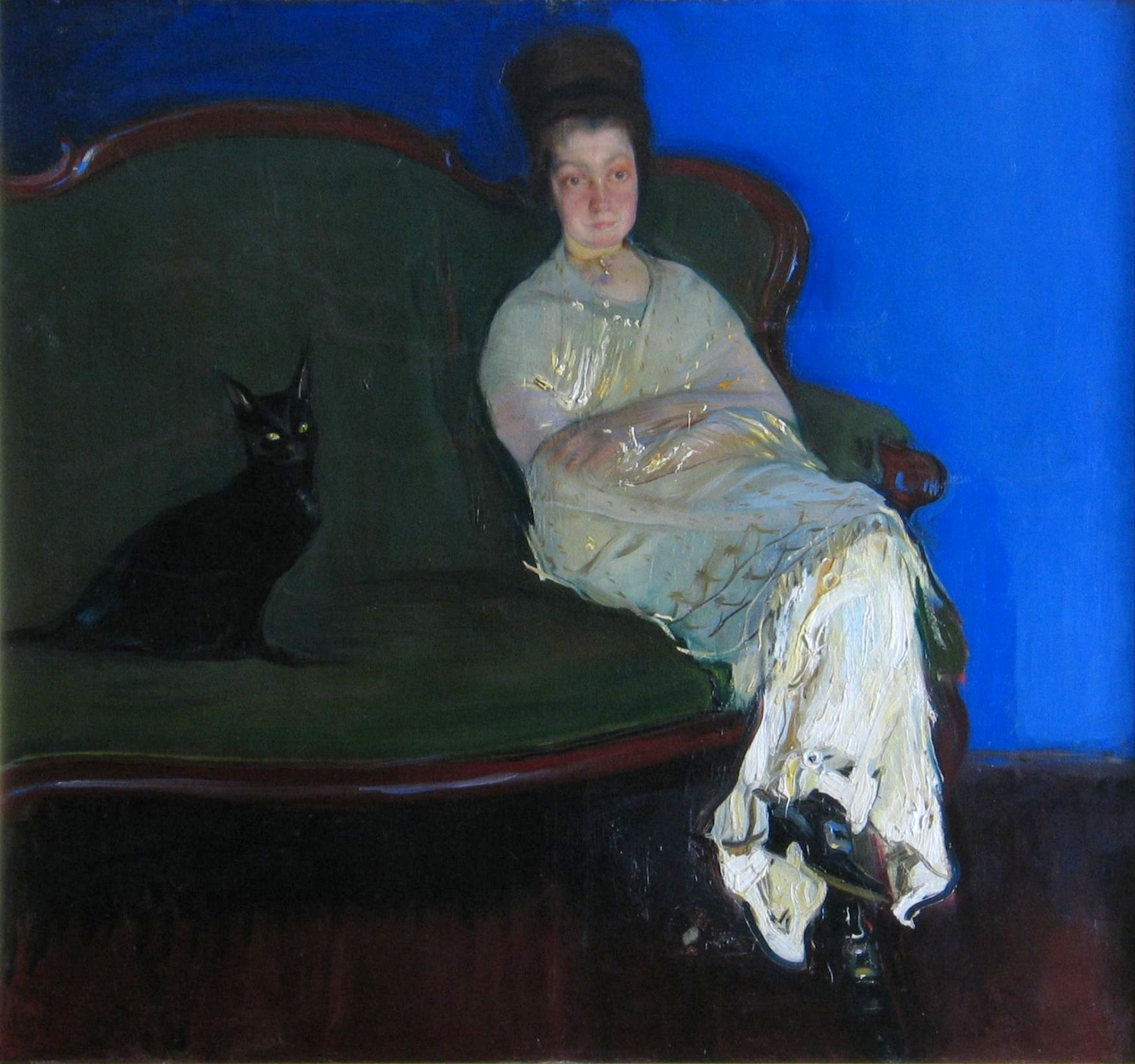
Жена с кошкой
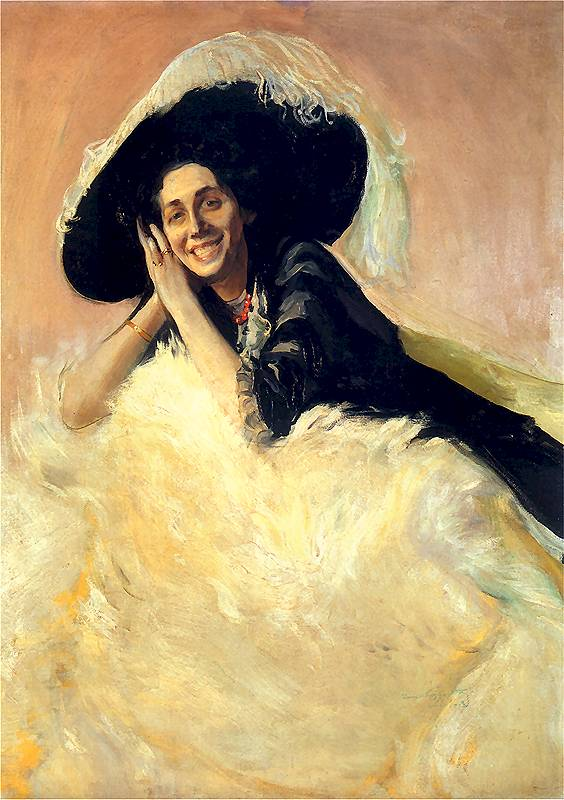
Янина Вильчинская
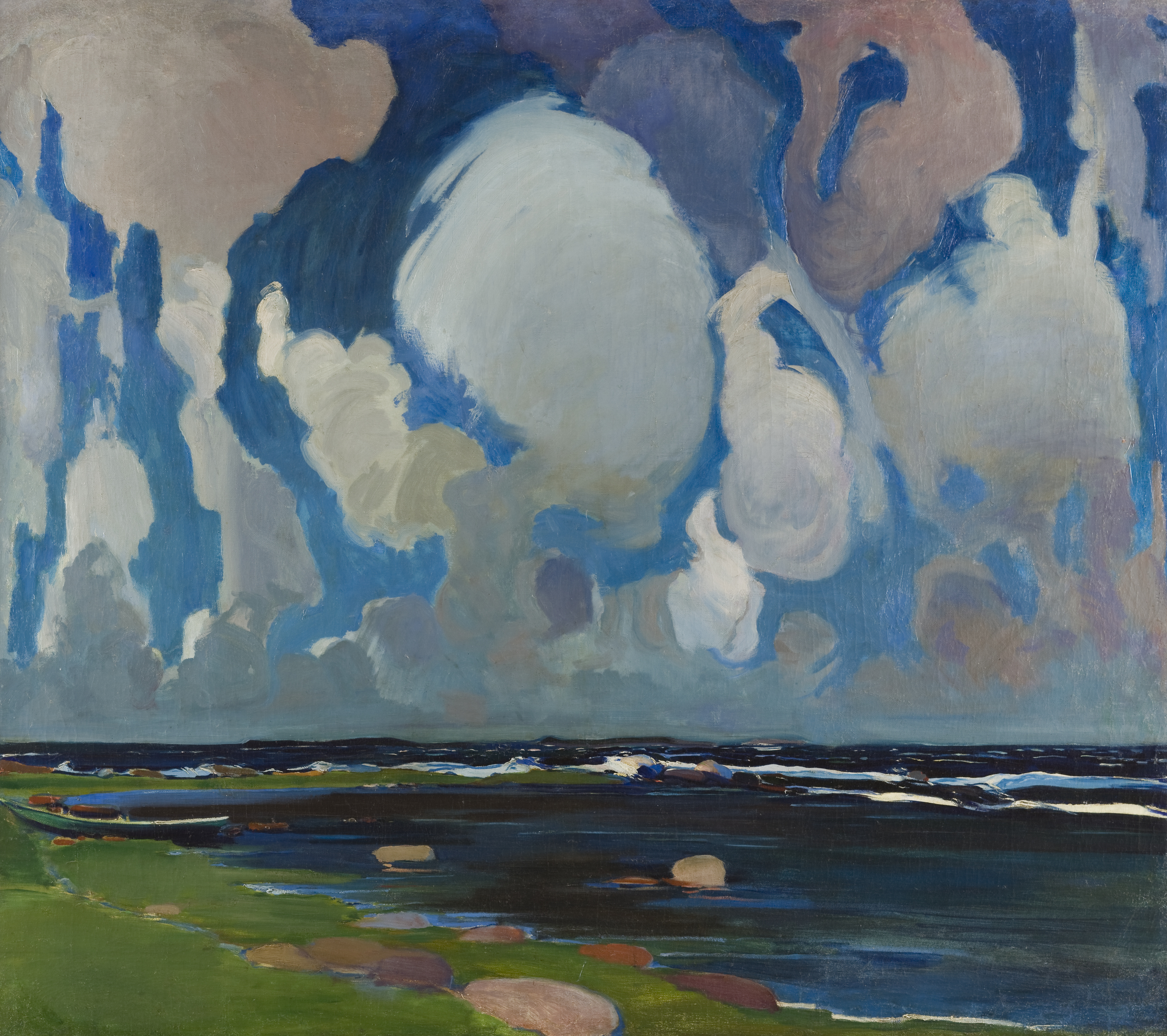
Тучи в Финляндии